# Club de Hockey San Fernando
El Club de Hockey San Fernando es un club deportivo español de hockey hierba de la ciudad de San Fernando, en la provincia de Cádiz. El Club de Hockey San Fernando juega sus partidos en el Campo municipal de Hockey Pablo Negre, que cuenta con capacidad para 300 espectadores.
Su equipo femenino compite en la Primera División, la primera categoría nacional, y su equipo masculino en Primera División, la tercera categoría nacional.

## Historia
El Club de Hockey San Fernando se fundó el 2 de junio de 2000, producto de la fusión del Club de Hockey Isla de León y el Club Amigos del Hockey. 
Varias jugadoras del club han llegado a jugar con la selección española, como Rocío Gutiérrez.